# Apex Legends
Apex Legends è un videogioco free-to-play battle royale di eroi sviluppato da Respawn Entertainment e pubblicato da Electronic Arts. Ambientato nello stesso universo di Titanfall, il gioco è stato distribuito per Microsoft Windows, PlayStation 4 e Xbox One il 4 febbraio 2019.
Il 10 marzo 2021, il gioco è approdato anche su Nintendo Switch.

## Modalità di gioco

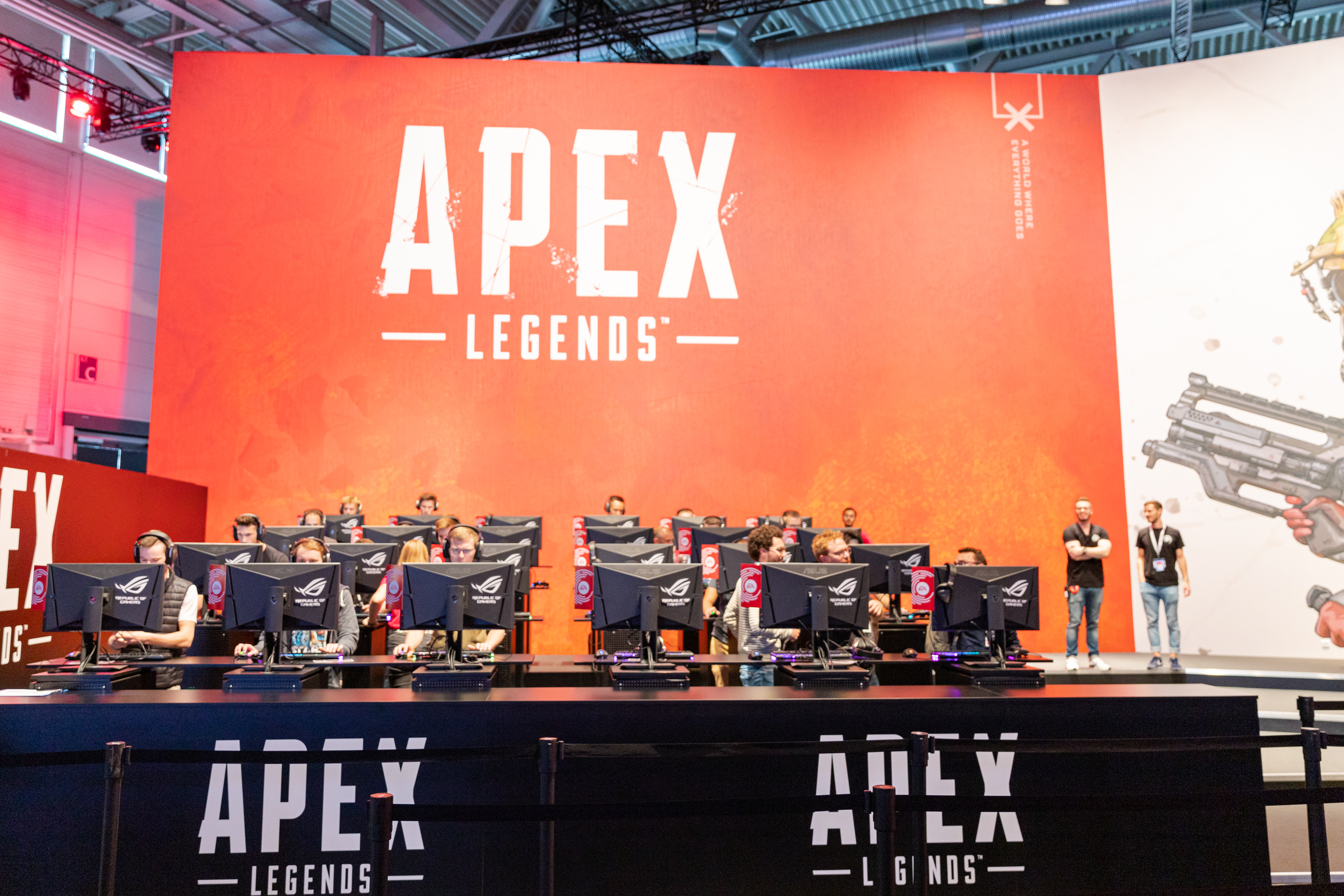
Apex Legends al Gamescom 2019

Apex Legends è un gioco sparatutto in prima persona basato sulla modalità battle royale ambientato 30 anni dopo gli eventi di Titanfall 2.
I giocatori possono selezionare eroi prima dell'inizio della partita, i quali hanno a disposizione tre abilità utilizzabili: una tattica, una passiva e una ultimate, che possono essere usate durante il gioco.
In giocatori in Apex Legends sono divisi in squadre di tre giocatori, o divisi in squadre da due giocatori le quali hanno come obiettivo la sopravvivenza nell'arena PvP. Le partite si svolgono con un massimo di 60 giocatori.
Le squadre perlustrano la mappa del gioco per trovare armi, munizioni e altri equipaggiamenti mentre combattono per essere l'ultima squadra sopravvivente sull'isola. I giocatori eliminati lasciano sul terreno di gioco un banner che permette loro di rientrare in gioco se un membro della loro squadra riesce a trasportare il banner in un Respawn Beacon presente nella mappa. Il videogioco include sia comunicazione vocale con i compagni di squadra, sia un sistema di comunicazione avanzato tramite ping che permette al giocatore di indicare nella mappa informazioni importanti come la posizione di armi ed equipaggiamenti, dei nemici e di località da raggiungere.
A partire dalla stagione 16 è presente in modo permanente Mixtape, una playlist a rotazione che include le modalità deathmatch a squadre, controllo e corsa alle armi.

## Personaggi
Le leggende Apex, come vengono chiamati i vari partecipanti, si sono fatte strada nell'arena acquisendo fama e gloria nonostante questi giochi vengano ancora malvisti e giudicati brutali e violenti. Ognuno dei personaggi ha un motivo per continuare a combattere e, anche se hanno attriti tra di loro al di fuori del proprio lavoro, se sono in squadra insieme collaborano per vincere. Si possono sentire alcune interazioni legate alla storia dei vari personaggi a seconda della locazione e dei compagni di squadra.
Le principali leggende sono le seguenti:

### Wraith
Wraith è una leggenda dall'identità sconosciuta che può attraversare dimensioni alternative grazie ai suoi poteri di "Voce nel Vuoto". È tormentata da voci che la avvertono di imminenti pericoli e non riesce a ricordare nulla del suo passato, se non l'esperienza di essere stata tenuta prigioniera e sottoposta a esperimenti. La sua abilità tattica le permette di entrare in una dimensione intermedia per un breve periodo, rendendola temporaneamente invulnerabile.

### Pathfinder
Pathfinder è un robot ricognitore rianimato e curioso, con l'obiettivo di aiutare gli esseri umani e imparare il più possibile su di loro. La sua abilità tattica crea una zipline temporanea che consente a lui e ai suoi compagni di squadra di spostarsi rapidamente attraverso il campo di battaglia. Il suo lancio tattico emette una scansione radar che rivela la posizione dei nemici nelle vicinanze.

### Bloodhound
Bloodhound è un tracker esperto con un forte senso dell'onore e del rispetto per la natura. Il loro genere è sconosciuto e indossano una maschera respiratoria per proteggersi dai gas tossici rilasciati dalle Terre Devastate. La loro abilità tattica rilascia un visore che consente di individuare le tracce recenti dei nemici, mentre il lancio tattico emette un'esplosione sonica che disorienta temporaneamente i nemici nelle vicinanze e rivela le loro posizioni.

### Gibraltar
Gibraltar è un difensore gentile ma tenace, proveniente dalle Isole Paradiso nel Pacifico. È un ex motociclista e soldato dell'Anzian Resistance che ha perso il suo team durante una missione. La sua abilità tattica crea una cupola di scudi che protegge lui e i suoi compagni di squadra dai danni per un breve periodo. Il suo lancio tattico emette un bombardamento orizzontale di fuoco difensivo a protezione dell'area.

### Lifeline
Lifeline è un'esperta in evacuazione di guerra ed emergenze sanitarie, dedita a curare i feriti sul campo di battaglia. Il suo drone D.O.C. può essere lanciato per curare e fornire uno scudo temporaneo ai compagni di squadra nell'area circostante. La sua abilità tattica le consente di chiamare un gettone di rifornimento che trasporta equipaggiamenti guaritivi.

### Bangalore
Bangalore è una soldatessa professionale esperta in guerra anfibia ed è figlia di un sergente istruttore dei soldati della milizia. La sua abilità tattica le permette di lanciare una cortina fumogena per oscurare la visuale dei nemici, mentre il suo lancio tattico fa piovere una potente raffica di razzi sull'area designata.

### Caustic
Caustic è uno scienziato senza scrupoli che conduce esperimenti letali sui propri colleghi e squadra. Il suo sguardo è stato gravemente danneggiato da un incidente con i suoi stessi gas tossici. La sua abilità tattica rilascia trappole a gas che intossicano e impediscono la visuale ai nemici nell'area circostante, mentre il lancio tattico rilascia un denso getto di gas tossico che danneggia e disorientra gli avversari.

### Mirage
Mirage è un donnaiolo chiacchierone e un ex attore di successo i cui familiari, a parte la madre, sono stati uccisi durante un attacco alle Terre Devastate quando era giovane. La sua abilità tattica crea un'illusione ologramma di se stesso per confondere i nemici, mentre il suo lancio tattico crea una serie di ologrammi di se stesso che si muovono in diverse direzioni per ingannare gli avversari sulla sua posizione effettiva.

### Octane
Octane è un atleta adrenalinico che ha perso la maggior parte del suo corpo in un incidente, costringendolo a utilizzare gambe e braccia bionici. È dipendente dall'adrenalina e punta sempre al limite dei suoi limiti fisici. La sua abilità tattica gli permette di iniettarsi uno stimolante che aumenta la sua velocità di movimento e ricarica l'armatura, mentre il suo lancio tattico lo fa rimbalzare in aria lanciando una granata rilasciatrice di vento.

### Wattson
Wattson è un'ingegnera esperta in elettricità e figlia di un ingegnere delle Terre Devastate. Cerca di onorare l'eredità del padre creando dispositivi difensivi elettrici. La sua abilità tattica crea una rete elettrificata che danneggia e rallenta i nemici che la attraversano, mentre il suo lancio tattico posiziona una torre di difesa che rileva e neutralizza gli armamenti nelle vicinanze, come granate o razzi.

### Crypto
Crypto è uno specialista di tecnologia informatica che utilizza un drone per tenere sott'occhio il campo di battaglia. Ha un passato oscuro e si è unito ai Giochi Apex per vendicare la morte della sua famiglia. La sua abilità tattica gli permette di lanciare un drone che può individuare nemici, fornire visuale e sganciare un impulso elettromagnetico per disabilitare pericoli imminenti. Il lancio tattico gli consente di spostarsi istantaneamente dal drone.

### Revenant
Revenant è un assassino letale la cui coscienza è stata trasferita in un corpo robotico dopo essere stato ucciso e torturato per anni. Prova piacere nel causare dolore e morte. La sua abilità tattica gli permette di eseguire un potente salto caricato per raggiungere zone elevate o sorprendere i nemici, mentre il lancio tattico gli fornisce uno scudo aggiuntivo che si ricarica con il tempo.

### Loba
Loba è una ladra mercenaria che cerca di vendicarsi su coloro che hanno distrutto la sua vita nell'infanzia, uccidendo la sua famiglia. La sua abilità tattica le permette di lanciare un bracciale teleportico che la trasporta istantaneamente nella posizione desiderata, mentre il suo lancio tattico crea un vortice magnetico che attira temporaneamente equipaggiamento e munizioni dall'area circostante.

### Rampart
Rampart è un'esperta di armi moddate e una meccanica di talento che ha imparato a sopravvivere nelle strade delle Terre Devastate. La sua abilità tattica le consente di alzare una copertura rinforzata che incrementa i danni delle armi che sparano attraverso e alle stesso tempo blocca i proiettili che arrivano. mentre il lancio tattico crea una mini-torretta mobile Sheila che può essere utilizzata come pericolosa arma automatica.

### Horizon
Horizon è un'astrofisica brillante la cui vita è stata sconvolta dopo che venne tradita dalla sua stessa collega, costretta a orbitare intorno ad un buco nero, dove il tempo passa più veloce, riesce a sfuggire solo dopo 90 anni, e si ritrovò nel Paradiso delle Terre Devastate. La sua abilità tattica crea un'esplosione gravitazionale che rallenta temporaneamente i nemici nell'area, mentre il lancio tattico posiziona un buco nero artificiale che trascina dentro qualsiasi oggetto nelle vicinanze.

### Fuse
Fuse è un mercenario esperto di esplosivi proveniente dal pianeta Salvo. È un avventuriero dal comportamento spericolato che prende la vita come una grande avventura. La sua abilità tattica crea un fuoco d'artificio disorientante che acceca temporaneamente i nemici, mentre il suo lancio tattico fa esplodere un potente anello di fuoco che brucia tutto ciò che si trova sulla sua traiettoria.

### Valkyrie
Valkyrie è una pilota di jet altamente qualificata che ha trascorso la maggior parte della sua vita a bordo di una nave militare con il padre. È determinata a scoprire cosa è successo realmente a sua padre, un pilota leggendario che ha combattuto l'Outlands Apocalypse. La sua abilità tattica la fa spiccare il volo per brevi distanze, mentre il lancio tattico rilascia uno sciame di razzi che coprono un'ampia area, danneggiando chiunque si trovi al suo interno.

### Seer
Seer è un esploratore del mondo alieno di Planet Gaea, dotato di una potente vista biottica che gli permette di percepire il pulsare della vita stessa. È motivato a raggiungere la celebrità come partecipante ai Giochi Apex. La sua abilità tattica gli consente di lanciare dei sensori che individuano e tengono d'occhio i movimenti dei nemici nelle vicinanze, mentre il lancio tattico crea un'onda d'urto che interrompe gli scudi e l'evasione dei nemici.

### Ash
Ash è un simulacro letale e pilota di Titan, creato con la mappatura mentale della dottoressa Ashley "Leigh" Reid. È una cacciatrice di taglie senza pietà che non conosce rimorsi o paure. La sua abilità tattica le permette di lanciare un arco di portata che traccia temporaneamente i nemici colpiti e li blocca in una piccola area temporaneamente, mentre il suo lancio tattico le permette di creare uno squarcio fasico con la sua spada, che le permette di spostarsi rapidamente sul campo di battaglia.

### Mad Maggie
Mad Maggie è un'esplosiva sopravvissuta delle Terre Devastate decisa a stabilire il suo dominio sui Giochi Apex. Ha un'indole ribelle e un spirito indomabile, come dimostrano le sue numerose cicatrici. La sua abilità tattica la fa scagliare uno scoppio di shrapnel che infligge danni e provoca lo stordimento temporaneo dei nemici nelle vicinanze. Il suo lancio tattico dispiega una palla da demolizione che sfonda la zona, permettendo a Mad Maggie ed ai suoi compagni di sfruutare la velocità per attaccare i nemici.

### Newcastle
Newcastle è un leale difensore e guerriero mobile che si è unito ai Giochi Apex dopo aver servito con onore nel Contingenza della Milizia. Indossa una potente corazza da assedio che gli permette di proteggere efficacemente la sua squadra. La sua abilità tattica dispiega uno scudo mobile che respinge i danni e può essere usato per scortare gli alleati, mentre il lancio tattico crea una potente barriera di scudi che blocca temporaneamente i nemici e protegge l'area.

### Vantage
Vantage è una cacciatrice di sopravvissuti e una tiratrice di grande abilità, cresciuta nelle aspre terre di Pàgos. È motivata a vincere i Giochi Apex per finanziare la ricerca della madre scomparsa. La sua abilità tattica le permette di schierare Echo, il suo pipistrello che lei può usare per decollare e raggiungerlo, per mettersi in salvo o ottenere una posizione vantaggiosa. Il lancio tattico dispiega uno sniper mobile che infligge pesanti danni da lunga distanza ai bersagli designati e li marchia temporaneamente.

### Catalyst
Catalyst, il cui vero nome è Tressa Smith, è una difensitrice dotata di straordinari poteri ferrocinesi che le permettono di controllare i campi magnetici. Cresciuta nei bassifondi di Universum, ha trascorso la sua gioventù a rubare per sopravvivere prima di essere reclutata dalla società segreta Black Hound. La sua abilità tattica le consente di creare dei tappeti di ferro che bloccano gli avversari che ci mettono i piedi sopra, e li danneggiano allo stesso tempo, mentre il lancio tattico dispiega un muro di ferro semipermeabile che può bloccare le munizioni ma lasciar passare gli alleati.
Conduit
Conduit, il cui vero nome è Rowenna Valentina Coffey Divina, è la prima leggenda in grado di curare gli scudi a lei e alla sua squadra, aumentado le possibilità di sopravvivenza di tutto il team. La sua abilità tattica le permette di rigenerare gli scudi dei compagni a portata, w anche dei suoi. Mentre la sua abilità ultimate schiera una fila di neutralizzatori che rallentano e feriscono i nemici

## Sviluppo
Lo sviluppo di Apex Legends è stato ispirato da altri sparatutto: Team Fortress 2 e Overwatch per le caratteristiche degli sparatutto a classi, Tom Clancy's Rainbow Six: Siege per "aver reso lo schema a classi più dinamico" e Halo e Destiny per le meccaniche di combattimento.
Il gioco si basa su una versione modificata del motore di gioco Source di Valve Corporation, utilizzato anche per Titanfall e Titanfall 2.
Nonostante i legami tra Apex Legends e la serie Titanfall, Respawn Entertainment ha dichiarato di non avere intenzione di aggiungere i "titani" (mecha guidabili di grandi dimensioni) della serie in quanto "non adatti alla modalità battle royale".

### Doppiaggio
Di seguito sono riportati i doppiatori che hanno prestato la voce ai personaggi del videogioco:
| Personaggio            | Doppiatore italiano    | Voce originale      |
| ---------------------- | ---------------------- | ------------------- |
| Annunciatrice          | Renata Bertolas        | Zehra Fazal         |
| Alter                  | Stefania Rusconi       | Elle Newlands       |
| Ash                    | Beatrice Caggiula      | Anna Campbell       |
| Ballistic              | Oliviero Corbetta      | Robin Atkin Downes  |
| Bangalore              | Gea Riva               | Erica Luttrell      |
| Bloodhound             | Debora Magnaghi        | Allegra Clark       |
| Caustic                | Claudio Moneta         | JB Blanc            |
| Catalyst               | Marta Pizzigallo       | Meli Grant          |
| Conduit                | Annalisa Platania      | Frankie Kevich      |
| Crypto                 | Jacopo Calatroni       | Johnny Young        |
| Fuse                   | Ruggero Andreozzi      | Ben Prendergast     |
| Gibraltar              | Luca Semeraro          | Branscombe Richmond |
| Horizon                | Chiara Francese        | Elle Newlands       |
| Lifeline               | Francesca Perilli      | Mela Lee            |
| Loba                   | Anna Charlotte Barbera | Fryda Wolff         |
| Mad Maggie             | Luisa Zillotto         | Nicola Kawana       |
| Mirage (stagioni 0–13) | Paolo Calabrese        | Roger Craig Smith   |
| Mirage (stagione 14+)  | Alessandro Germano     | Roger Craig Smith   |
| Newcastle              | Matteo Brusamonti      | Gabe Kunda          |
| Octane                 | Francesco Mei          | Nicolas Roye        |
| Pathfinder             | Paolo Carenzo          | Chris Edgerly       |
| Rampart                | Angela Ricciardi       | Anjali Bhimani      |
| Revenant               | Renzo Ferrini          | Darin De Paul       |
| Seer                   | Marcello Moronesi      | Ike Amadi           |
| Sparrow                | Mosè Singh             | Loris scarpa        |
| Valkyrie               | Francesca Bielli       | Erika Ishii         |
| Vantage                | Federica Simonelli     | Natalie Cañizares   |
| Wattson                | Martina Tamburello     | Justine Huxley      |
| Wraith                 | Anna Lana              | Shantel VanSanten   |

Tutte le informazioni sono state prese dal sito ufficiale EA (https://www.ea.com/games/apex-legends/credits?isLocalized=true#ea-localization)

### Accoglienza
La critica specializzata ha accolto il titolo con grande favore, arrivando a voti come 9/10 da IGN e 9.25/10 da Game Informer. Apex Legends ha ricevuto diversi premi nel suo campo, in particolare nelle categorie multigiocatore. Il cast di personaggi è stato in particolare oggetto di apprezzamenti per la sua diversità, con l'inclusione di soggetti di diverse etnie e orientamenti sessuali.
L'uscita del gioco è stata accolta dal pubblico con grande interesse, conteggiando 2,5 milioni di giocatori nelle prime 24 ore e 10 milioni nelle prime 72. Dopo un mese dalla pubblicazione, Apex Legends aveva registrato 50 milioni di giocatori. Secondo la EA, nel luglio del 2019 il gioco aveva approssimativamente tra gli 8 e i 10 milioni di giocatori a settimana, e ad ottobre 2019 circa 70 milioni di videogiocatori in tutto il mondo. I profitti mensili legati al gioco sono stati stimati a 45 milioni di dollari.